# اریتم مولتی‌فرم
اریتم مولتی‌فرم (به انگلیسی: Erythema multiforme) یا قرمزشدگی چندشکل یک بیماری التهابی حاد پوست و غشاهای مخاطی است. علت دقیق آن شناخته شده نیست اما احتمالاً به دنبال یک عفونت یا مصرف دارو کمپلکسهای ایمنی (به خصوص IgM) تشکیل می‌شود که در مویرگهای پوست و مخاط (به خصوص مخاط دهان) رسوب می‌کند.

## بیماری‌زایی
اریتم مولتی‌فرم بیماری شایعی است به خصوص در دهه دوم و سوم عمر. بیماری از اشکال خفیف (minor) که شایع‌ترند تا شدید (major) دیده می‌شود. فرم شدید آن شاید با بیماری سندرم استیون جانسون مرتبط باشد. از جمله عوامل عفونی باعث این بیماری می‌توان به ویروسها تب خال و ارف (orf)، باکتریها مانند مایکوپلاسما و قارچها اشاره کرد. در میان داروها شایعترین عامل این بیماری سولفونامیدها (کوتریموکسازول) می‌باشد. داروهای دیگر نظیر فنی توئین، باربیتوراتها، پنی سیلینها وداروهای پیشگیری کننده از بارداری نیز می‌توانند باعث این بیماری گردند.

## علائم بالینی

ضایعه پوستی اریتم مولتی‌فرم که به‌صورت هدف تیراندازی است.

در شکل خفیف و کلاسیک اریتم مولتی فرم با ضایعات پوستی به شکل هدف (target lesion)مشخص می‌شود (ضایعات حلقوی قرمز با مرکز رنگ پریده شبیه هدف تیراندازی). البته گاهی نیزضایعات پوستی به اشکال مختلف دیگری مانند برجستگیهای قرمزرنگ یا دانه‌های آبدارکوچک وبزرگ پوستی بروزمی‌کند. نام این بیماری نیز به همین علت که بثورات مختلفی دارد اریتم مولتی‌فرم می‌باشد که به معنی قرمزی چندشکلی است. محل این ضایعات بیشتر در انتهای اندامها (ساعد وپشت دست؛ ساق پا و روی پا) می‌باشد. ضایعات صورتی تا قرمز بوده اغلب با خارش متوسط همراه هستند. تشخیص قطعی با بیوپسی می‌باشد.

## سیر بیماری
در فرم خفیف ضایعات پوستی در عرض ۲-۱ هفته به حداکثر خود می‌رسد و معمولاً در عرض ۳-۲ هفته از بین می‌رود اما ممکن است تا ۶-۵ هفته هم باقی بماند. در فرم شدید ضایعات زیادی در همه جای پوست و مخاط دهان ایجاد می‌شود که گاه نیاز به بستری دارد.

## درمان
بیماری بدون درمان نیز بهبود می‌یابد ولی گاه کورتیکواستروئیدها تجویز می‌شوند. برای تخفیف علایم امکان دارد داروهای ضد درد و تب بر، آرام‌بخش‌ها، آنتی‌هیستامینها (برای خارش) و دهانشویه تجویز شوند. عامل زمینه مانند تبخال باید درمان شود.